# Francesca Forleo-Brayda
Francesca Forleo-Brayda (Francavilla Fontana, 18 gennaio 1779 – 2 giugno 1820) è stata una pittrice italiana.

## Biografia
Francesca Forleo-Brayda nacque il 18 gennaio 1779 a Francavilla Fontana, in una famiglia della piccola nobiltà locale. Figlia di Domenico Forleo e Donata Brajda, fu l’ultima di numerosi figli. Visse in un ambiente intellettualmente stimolante grazie allo zio Onofrio Forleo, che la incoraggiò fin da giovanissima allo studio delle belle arti, delle lettere e della storia.
Allieva di Ludovico Delli Guanti, pittore di cultura solimenesca, e del francescano Bonaventura Padula per le scienze umane, Francesca manifestò precocemente un forte talento pittorico. Esordì a soli sedici anni con una serie di dodici dipinti su legno a soggetto sacro. Nel 1796, a diciassette anni, firmò una delle sue prime opere pubbliche, un ovale con la Maria SS.ma della Fontana per la sacrestia della chiesa madre di Francavilla Fontana, con la dicitura: F.F.B. pinxit pro sua devotione an. 1796.
Realizzò soggetti religiosi, storici e mitologici, distinguendosi per uno stile colto, sensibile e fortemente narrativo. Dipinse opere come Cleopatra, Diana cacciatrice, Clorinda a cavallo, e scene evangeliche o agiografiche come Gesù spirante sulla croce, Morte di San Francesco Saverio, Sant'Agata, Regina Martyrum, Gli angeli del perdono.

## Ultimi anni
Intorno al 1810 fu colpita da una forma debilitante di artrite, che la costrinse a trasferirsi nella masseria di famiglia (Masseria Forleo Superiore). Pur limitata nei movimenti, continuò a dipingere tenendo il pennello tra le dita contratte. In questo periodo si dedicò con intensità alla rappresentazione della vita rustica e popolare, realizzando quadri di genere ricchi di osservazione sociale e antropologica.
Tra le sue opere più celebri: Il ballo della tarantata, Pasto dei mietitori, Serenata al chiaro di luna, La caldaia all'anto, La fanciulla che stringe un agnello, La sorpresa delle bagnanti, Il giuoco della morra, L’ottava del Gualano.
Nel 1818, la morte improvvisa del padre, colto da malore assistendo a una fucilazione di briganti nel centro cittadino, aggravò il già compromesso stato di salute dell’artista. Nonostante le sofferenze, Francesca continuò a dipingere fino alla fine. Morì il 2 giugno 1820, secondo la testimonianza del biografo Nicola Argentina, a causa di un’intossicazione dovuta a una bevanda mal preparata in farmacia.

## Opere conservate
Francesca Forleo-Brayda ha lasciato un'importante eredità artistica, con opere ancora oggi visibili in luoghi pubblici di Francavilla Fontana:
- Basilica minore del Santissimo Rosario: nella sala capitolare, un armadio ligneo realizzato dall'ebanista Giuseppe Formosi è decorato sulla cimasa da cinque ovaletti dipinti nel 1796 dalla pittrice, raffiguranti il Battesimo di Cristo, la Decollazione di San Giacomo Maggiore, l'Apostolo Pietro liberato dal carcere, il Cuore di Gesù e il Ritrovamento di Maria Santissima della Fontana.

- Castello Imperiali: due dipinti di Forleo-Brayda sono esposti nella Sala Mogavero, contribuendo al patrimonio artistico del castello.

## Intitolazioni
Nel 2019, il Comune di Francavilla Fontana ha dedicato a Francesca Forleo-Brayda:
- una via cittadina, sebbene senza la qualifica di "pittrice";
- un parco pubblico intitolato nell'ambito del progetto "Un parco per una donna", proposto dagli studenti del Secondo Istituto Comprensivo in collaborazione con l'Assessorato alla Pubblica Istruzione e la Commissione Pari Opportunità.

## Citazioni
Lo storico Pietro Palumbo, avrebbe così descritto l'opera dell'artista: